# 巴登-巴登与弗赖堡SWR交响乐团

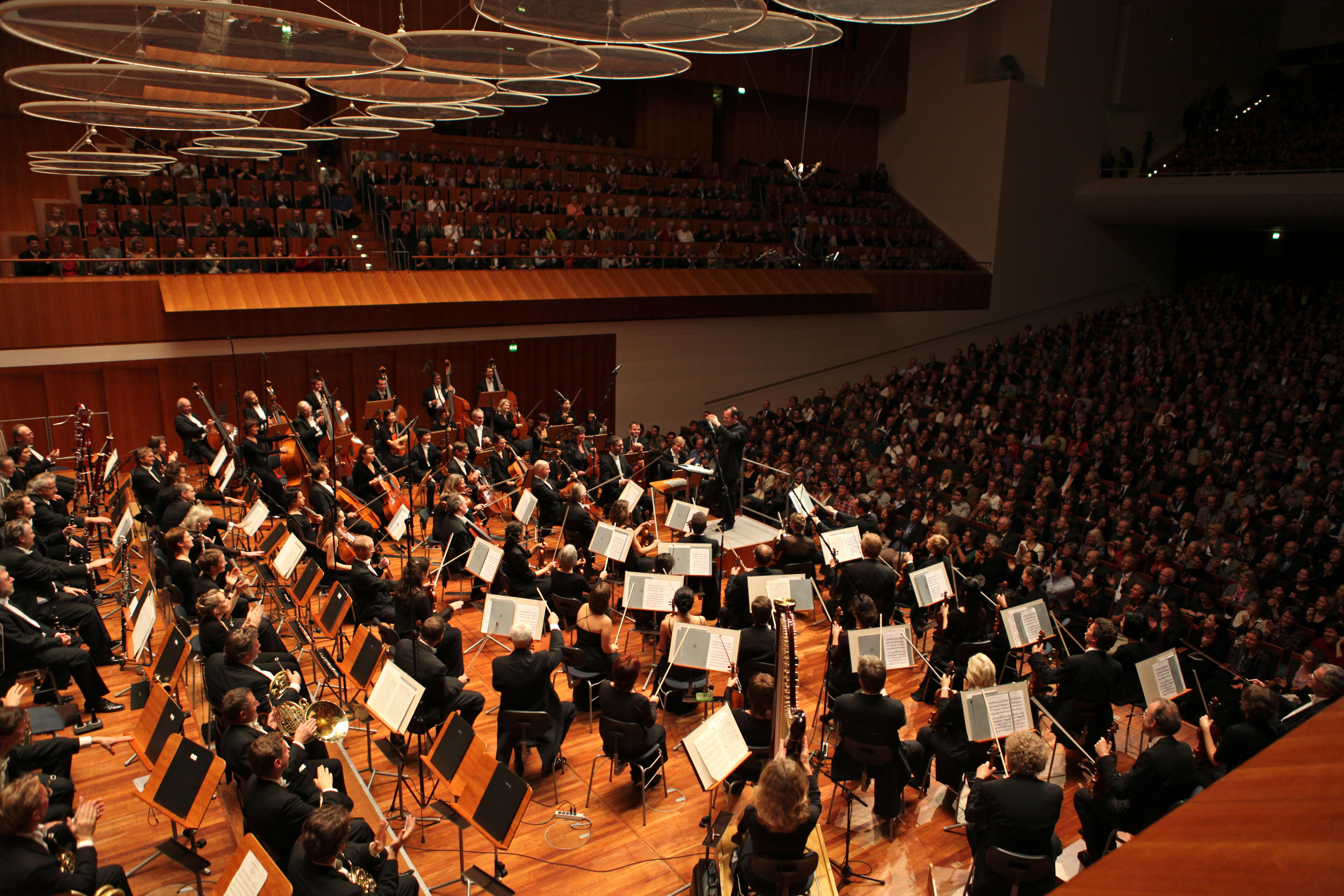
巴登-巴登与弗赖堡SWR交响乐团和其首席指挥弗朗索瓦-格扎维埃·罗特

巴登-巴登与弗赖堡SWR交响乐团（德語：SWR Sinfonieorchester Baden-Baden und Freiburg）位于德国城市巴登-巴登和弗赖堡，成立于1946年。

## 简介
乐团最初成立于温泉城市巴登-巴登，名为西南广播爱乐乐团（Philharmonisches Orchester des Südwestfunks），在第一任首席指挥汉斯·罗斯鲍德的带领下确立了专注现代音乐的方向。
该乐团最著名的一个录音是为电影《2001太空漫游》录制的李盖蒂作品《大气层》（Atmospheres），乐团还录制了一些梅西安、巴托克、斯特拉文斯基、勋伯格和沃尔夫冈·里姆的作品。
2016年，西南广播公司因预算限制，决定将该团和斯图加特广播交响乐团合并为SWR交响乐团。

## 首席指挥
- 汉斯·罗斯鲍德（1948－1962年）
- 埃内斯特·布尔（法语：Ernest Bour）（1964－1979年）
- 卡齐梅尔兹·科尔德（波兰语：Kazimierz Kord）（1980－1986年）
- 米夏埃尔·吉伦（1986－1999年）
- 西尔万·康布雷兰（法语：Sylvain Cambreling）（1999－2011年）
- 弗朗索瓦-格扎维埃·罗特（2011－2016年）